# Isaac Lars Silfversparre
Isaac Lars Silfversparre, född 13 januari 1753, död 13 januari 1833 på Tosterup, var en svensk general och amatörmusiker.
Isaac Lars Silfversparre tillhörde den adliga ätten Silfversparre och blev ryttmästare 1782, överste och sekundchef för Livregementsbrigadens husarkår 1796, generaladjutant och chef för Smålands lätta dragoner 1801, generalmajor 1810 och fick avsked som generallöjtnant 1827. Han blev kammarherre 1782 hos Gustav III och hovmarskalk hos prinsessan Sofia Albertina 1794. Silfversparre var amatörviolinist och invaldes som ledamot nr 53 av Kungliga Musikaliska Akademien den 16 juni 1772 och var akademiens preses 1800–1801. Han blev ledamot av Kungliga Krigsvetenskapsakademien 1810.
Silfversparre gjorde sig känd genom sin delaktighet i 1809–1810 års tilldragelser. Han var en av Carl Johan Adlercreutz’ följeslagare, då denne den 13 mars 1809 gick in till Gustav IV Adolf för att avsätta honom. Silversparre grep kungen om livet, då han sökte försvara sig, och bidrog därmed till hans tillfångatagande. Han fick sedan på natten föra kungen till Drottningholm och hade såväl där som på Gripsholm befälet över hans bevakning samt förde honom också vid hans avresa ur landet till Karlskrona. Året därpå förde Silversparre som generaladjutant befälet i Stockholm den 20 juni, då liket efter kronprins Karl August hemfördes.
Hans passivitet mot folkmassans upprepade angrepp på riksmarskalken greve Axel von Fersen och hans uraktlåtenhet att använda väpnat motstånd medverkade också till mordet på von Fersen vilket drottning Charlotta beskriver i sin dagbok. De undersökningar, som gjordes, riktades emellertid aldrig direkt mot de militära myndigheterna, vilka ansågs borde svara endast inför Karl XIII.
Silfversparre är begravd på Tosterups kyrkogård.